# Кернер, Иштван
Иштван Кернер (венг. Kerner István; 5 апреля 1867, Мариакеменд — 27 августа 1929, Будапешт) — венгерский дирижёр.

## Биография
Учился у Кароя Хубера, затем у Енё Хубаи. С 1881 г. играл на альте в оркестре Будапештской оперы, с 1892 г. репетитор, с 1896 г. дирижёр. В 1900—1919 гг. возглавлял Будапештский филармонический оркестр. По-прежнему считается одним из величайших венгерских дирижёров; был специалистом по произведениям Моцарта, Бетховена и Вагнера.